# Relativité doublement restreinte
Pour les articles homonymes, voir relativité.
La relativité doublement restreinte (appelée aussi parfois relativité restreinte déformée) ou DSR (de l'anglais doubly-special relativity ou deformed special relativity) est une théorie physique, s'apparentant par certains aspects à la relativité restreinte. Elle fut proposée à l'origine par Giovanni Amelino-Camelia, mais a été au moins implicite dans un article de Paul Merriam.
Elle est fondée sur le postulat que — en plus de la vitesse de la lumière — une échelle caractéristique fondée sur l'échelle de Planck doit rester invariante selon les transformations relativistes.  
Cette théorie, depuis sa publication en 2002, reste encore très spéculative. Bien que construite selon des principes bien établis en physique théorique (comme le principe de covariance générale), elle n'est pas considérée comme prometteuse par une majorité des physiciens des hautes énergies.

## Motivations
Les motivations qui ont amené à cette théorie sont les suivantes :
- Les derniers développements de la physique (théorie des cordes, gravité quantique à boucles) semblent mettre en évidence une échelle de longueur minimale, la longueur de Planck, qui est un paramètre fondamental pour ces théories. Si cette conjecture s'avère réelle, la longueur de Planck doit rester constante quel que soit l'observateur, à la manière de la célérité de la lumière dans la relativité restreinte ;
- L'observation des rayons cosmiques de très haute énergie semblent violer la limite de Greisen-Zatsepin-Kuzmin. Si cette violation est vérifiée, cela pourrait remettre en cause la relativité restreinte sous sa forme actuelle.

La théorie de la relativité doublement restreinte, encore en évolution, reste réfutable : elle sera invalidée si les observations ne confirment pas la violation de la limite de Greisen-Zatsepin-Kuzmin, ce qui semble être le cas.

## Variantes et développements
Plusieurs variantes de la DSR existent qui impliquent l'existence d'une longueur fondamentale, égale à la longueur de Planck, ou bien d'une impulsion maximale, invariante quel que soit le référentiel associé à un observateur. Une théorie alternative (DSR-II), inspirée par celle d'Amelino-Camelia et fondée sur les mêmes postulats, a été proposée par la suite par João Magueijo et Lee Smolin. Ceux-ci travaillent sur les liens entre cette théorie et la gravitation quantique à boucles.
Cette théorie a encore été améliorée par Florian Girelli et Etera Livine, qui ont démontré la compatibilité du concept d'énergie maximale avec la physique des objets macroscopiques.